# Желтушник золотистый
Желтушник золотистый (лат. Erysimum aureum) — вид однолетних (по другим данным — двулетних) травянистых растений семейства Капустные (Brassicaceae). Древне-третичный реликт.

## Ботаническое описание
Однолетнее, или по другим данным двулетнее, травянистое растение высотой 45-130 см, покрытое 3-4 раздельными волосками. Общая окраска растения зелёная. Стебель обычно прямой, ветвистый.
Листья продолговато-ланцетовидные с заострённым кончиком, край выемчато-зубчатый.
Чашелистики 4-5(-7) мм длиной. Лепестки золотистые, обратно-яйцевидной формы, 9-12 мм длиной. Цветоножки при плодоношении 6-15 мм длиной, отстоящие или отогнутые вниз.
Плод — стручок (10-)20-40(-60) мм длиной, при созревании горизонтальные или восходящие, явственно четырёхгранные, поверхность слабо- или выраженно бугорчатая.
Семена коричневые, около 1,5 мм длиной и до 1 мм шириной.

## Распространение и экология
Природный ареал находится на Кавказе, захватывая юг Европейской части России. Изредка встречается в чернозёмной полосе. Вид занесен в ботанический атлас растений Ленинградской области.
Растения предпочитают леса, кустарниковые заросли, тенистые опушки, овраги и побережья ручьёв. В горах поднимаются до 1800 м над уровнем моря.

## Охранный статус
Вид занесен в Красную книгу Саратовской и Брянской областей со статусом 3 (R) — редкий вид.

## Фармакологические свойства
Вид с установленной кардиотонической активностью. По характеру и силе действия близок к другим растениям с кардиотоническим действием (ландышу, олеандру, наперстянке). В малых дозах может использоваться как хорошее сердечное лекарственное средство, в больших — приводит к остановке сердца в систолическом (сжатом) состоянии. Ядовиты все части растения за счёт содержания глюкозидов в семенах и цветках (2,6 %), листьях (1,5 %) и в небольших количествах в стеблях (0,5— 0,7 %). Наивысшее содержание глюкозидов наблюдается в период бутонизации и цветения.

## Классификация

### Таксономия
Erysimum aureum M.Bieb., 1808, Fl. Taur.-Caucas. 2: 117
Вид Желтушник золотистый относится к роду Желтушник (Erysimum) семейства Капустные (Brassicaceae) порядка Капустоцветные (Brassicales). Кладограмма в соответствии с Системой APG IV по состоянию на июнь 2023 года:
|  |                                      |  |                                   |                                   |                     |  | ещё 16 семейств | ещё 16 семейств |                      |  |  |  | ещё 248 подтверждённых видов и 69 видов, ожидающих подтверждения |
|  |                                      |  |                                   |                                   |                     |  | ещё 16 семейств | ещё 16 семейств |                      |  |  |  | ещё 248 подтверждённых видов и 69 видов, ожидающих подтверждения |
|  |                                      |  |                                   | порядок Капустоцветные            |                     |  |                 |                 | род Желтушник        |  |  |  |                                                                  |
|  |                                      |  |                                   | порядок Капустоцветные            |                     |  |                 |                 | род Желтушник        |  |  |  |                                                                  |
|  | отдел Цветковые, или Покрытосеменные |  |                                   |                                   | семейство Капустные |  |                 |                 | Желтушник золотистый |  |  |  |                                                                  |
|  | отдел Цветковые, или Покрытосеменные |  |                                   |                                   | семейство Капустные |  |                 |                 |                      |  |  |  |                                                                  |
|  |                                      |  | ещё 63 порядка цветковых растений | ещё 63 порядка цветковых растений |                     |  |                 | ещё 354 рода    | ещё 354 рода         |  |  |  |                                                                  |
|  |                                      |  |                                   | ещё 63 порядка цветковых растений |                     |  |                 |                 | ещё 354 рода         |  |  |  |                                                                  |